# Inola daviesae
Inola daviesae là một loài nhện trong họ kraamwebspinnen (Pisauridae).
Loài này thuộc chi Inola. Inola daviesae được miêu tả năm 2010 voor het eerst wetenschappelijk bởi Martin Tio và Margareth Humphrey. De wetenschappelijke naam daviesae verwijst naar Valerie Todd Davies, die het chi Inola als eerste wetenschappelijk beschreef.
De spin komt alleen voor năm regenwoud năm het noordoosten van Queensland. Hij is waargenomen op een hoogte van ongeveer 500 mét boven zeeniveau.